# 江角マキコ
江角 マキコ（えすみ マキコ、1966年〈昭和41年〉12月18日 - ）は、日本の元女優、元タレント、元CMタレント、元モデル、元バレーボール実業団選手。島根県出雲市出身。
2014年までは研音所属。2014年から2017年1月までは、自身の個人事務所であるインクワイヤーに所属。

## 来歴

### バレーボール時代
島根県立大社高等学校卒業。在学中よりバレーボール部で活躍し、卒業後の1985年に日本たばこ産業女子バレーボールチーム（現SVリーグ・大阪マーヴェラス）に入団し、バレーボール選手として活動した。1986年、右肩の故障で競技引退。なお、日本たばこでは「塩事業部」に所属していた。
バレーボール選手引退後はファッションモデルに転身。モデルに転身したきっかけは入院中に看護師から「背が高いからモデルが向いてるんじゃないの？」と言われた事である。

### タレント・女優として - 人気上昇
1990年代から、テレビCMへの出演多数。たとえば資生堂の女性化粧品については「エルセリエ」（1991年）、「セレイド」（1993年）、「ANESSA」（1995年）、「オプチューン」（1995年 - 1998年）、「プラウディア」（1999年 - 2000年）、「化粧惑星」（2002年）のCMに出演。ほかにもJR東日本、大塚製薬「ファイブミニ」（1996年 - 2000年）、ヤマハ発動機のアシスト自転車「PAS」（1996年‐1997年）、日産自動車「ウイングロード」（1996年 - 1998年）、キヤノンのカメラ「IXY」（1996年 - 2000年）など出演多数。→#CM
1994年には、矢沢永吉のアルバム『the Name Is...』のジャケット写真にも登場。
1995年、映画『幻の光』で女優デビューし、以後数々のドラマ・映画などに出演。女優として数々の賞を受賞。→#出演、#受賞歴
1996年、2月に写真家の桐島ローランド（桐島かれんの弟）と結婚したが、9か月後に離婚。
1998年、主演を務めたフジテレビのドラマ『ショムニ』が大ヒット、自身の代表作となる。また『江角マキコの恋愛の科学』でバラエティ番組MCにも初挑戦した。
2000年、シングル「ONE WAY DRIVE」（『ショムニ』エンディングテーマ）で歌手デビューし、2003年には同ドラマの担当ディレクター・平野眞と再婚。
2005年2月21日、第1子となる女児を出産し、約1年間は育児に専念する。

### 活動再開とバラエティ番組出演の増加
2006年4月にNHKのドラマ『マチベン』で女優復帰。さらに、バラエティ番組『グータンヌーボ』で約8年ぶりにMCへ就任し、これ以降はバラエティ番組での露出も本格的に増える。
2007年、バラエティ番組『未知の世界を撮りたい 驚き(秘)映像ハンター!ドリームビジョン』で、ゴールデンタイム初のレギュラー出演。
2009年、日本テレビの番組『ぐるぐるナインティナイン』の人気コーナー「グルメチキンレース・ゴチになります!10」で新メンバーとしてレギュラーになるが、初戦から4連続で自腹という屈辱を味わい、後に本人が同コーナーにて、このときの連敗によるストレスが原因で体調不良を起こしていたことを振り返っている。その後は順調に勝ち進めたものの、第2子の妊娠・出産を控えた時期には出演者たちから精神面を気にするコメントが相次いだ。その後産休を挟んで2015年12月に卒業するまでおよそ7年間に渡りレギュラーを務めた。
2009年11月30日、第2子となる男児を出産。2010年2月に『グータンヌーボ』で活動を再開し、2011年7月スタートのドラマ『ブルドクター』で本格的に女優へ復帰。

### 個人事務所の設立、引退
2014年3月、それまで所属していた研音を離れ、個人事務所「インクワイヤー」を立ち上げた。
2017年1月23日、代理人の弁護士を通じて芸能界を引退する事をFAXで発表し、同月末をもって個人事務所も閉鎖された。芸能活動の末期（後述の落書き騒動後）は仕事が激減していたという。さらに現夫との離婚説も浮上したが否定している（ただし別居していたことは認めた）。

## 不祥事

### 国民年金問題
2003年11月から、当時の社会保険庁による、国民年金保険料の収納率アップを狙った、「国民年金保険料納付キャンペーン」の広報イメージキャラクターとして起用された。しかし2004年3月、本人の17年間に及ぶ国民年金保険料の未納が明らかとなり、会見で謝罪した。なお2012年には、明治安田生命のCM（ビフォアサービス「社会保障制度」篇）で、江角が演じるアドバイザーが「社会保障制度ってご存知ですか?」と加入者に提案する内容が放送された。

### ママ友騒動と落書きスキャンダル
2014年7月30日、突然何の前触れもなく、自身のブログにおいて、過去にママ友からいじめを受けたと告白した。ブログによると、「露骨に無視をされたり、お茶会やランチ会をその噂を広めるために開かれたりとか」されたという。
すると、約2週間後の8月14日発売の女性セブン（8月21・28日号）において、ママ友有志で抗議文が発表された。ママ友の1人によると、真相は逆であり、「彼女が数々の同級生へしてきたこがバレたために、彼女からみんなが距離を取ったというのが事実です。つまり、いじめがあったとするならば、それはむしろ彼女自身がされていたことであり、彼女は被害者というよりも加害者ではないか、と考えます」とのことである。
その騒動が覚めやらない2週間後、8月28日発売の週刊文春（9月4日号）が、「江角が2012年末に元マネージャーの男性に指示し、都内に住んでいる長嶋一茂の自宅に『バカ息子』などと落書きをさせた」「互いの子供が同じ幼稚園に通っており関係が悪化したことが原因」と報道し、落書きされた長嶋一茂邸を写真付きで載せた。江角本人はそのような指示はしていないと否定した。なお一茂は「ウチには娘しかいないんだけどなぁ」とコメントした。

## 家族関係
子供が二人いる。
前夫は写真家の桐島ローランド（1996年2月 - 1996年10月）、現夫はフジテレビのディレクター・平野眞（2003年 - ）。大宮アルディージャなどでプレーした元プロサッカー選手の江角浩司とは遠戚にあたる。

## 受賞歴
- 1995年
  - 第7回ザテレビジョンドラマアカデミー賞 新人俳優賞（『輝け隣太郎』）[18]
- 1996年
  - 第19回日本アカデミー賞 新人俳優賞（『幻の光』）[19]
  - 第50回毎日映画コンクール スポニチグランプリ新人賞（『幻の光』）
  - 第38回ブルーリボン賞 新人賞（『幻の光』）
  - 第10回高崎映画祭 最優秀新人女優賞（『幻の光』）
  - 第5回日本映画批評家大賞新人賞
  - 第13回ベストジーニストAWARD
- 1998年
  - 第17回ザテレビジョンドラマアカデミー賞 主演女優賞（『ショムニ』）[20]
  - 第2回日刊スポーツドラマグランプリ 主演女優賞（『ショムニ』）
  - 第8回TV LIFE年間ドラマ大賞 主演女優賞（『ショムニ』）[21]
- 1999年
  - 第22回ザテレビジョンドラマアカデミー賞 ベストドレッサー賞（『独身生活』）[22]
- 2000年
  - 第8回橋田賞 新人賞[23]
- 2002年
  - 第47回アジア・太平洋映画祭 主演女優賞（『命』）
- 2003年
  - 第26回日本アカデミー賞 優秀主演女優賞（『命』）[24]
- 2008年
  - 第19回日本ジュエリーベストドレッサー賞 40代部門
- 2010年
  - 第3回ベストマザー賞

## 出演

### テレビドラマ
- 輝け隣太郎（1995年、TBS） - 角田真実子 役
- 硝子のかけらたち（1996年、TBS） - 田村夏芽 役
- こんな私に誰がした（1996年、フジテレビ） - 大松陽子 役
- シナリオ登竜門'96大賞受賞作品『チキチキバンバン』（1996年、日本テレビ） - 主演・山藤丈子 役
- 月の輝く夜だから（1997年、フジテレビ） - 主演・里中十喜子 役
- 恋の片道切符（1997年、日本テレビ） - 主演・南崎鳴海・南崎晴海（二役）
- ショムニシリーズ（フジテレビ） - 主演・坪井千夏 役
  - ショムニ 第1シリーズ（1998年）
  - ショムニスペシャル（1998年）
  - ショムニ新春ドラマスペシャル（2000年）
  - ショムニ 第2シリーズ（2000年）
  - ショムニ FINAL（2002年）
  - ショムニ2013（2013年）[25]
- GTO 第11話（1998年、関西テレビ） - 看護婦 役 ※友情出演
- Over Time-オーバー・タイム（1999年、フジテレビ） - w主演・笠原夏樹 役
- 独身生活（1999年、TBS） - 主演・大沢杏子 役
- 世にも奇妙な物語 秋の特別編「モザイク」（1999年、フジテレビ） - 主演・早紀 役
- 今夜は営業中!（1999年、日本テレビ） - 崎山順子 役
- 特別企画 橋田寿賀子2000年ドラマスペシャル「想いでかくれんぼ」（2000年、テレビ朝日）
- ラブ・レボリューション（2001年、フジテレビ） - 主演・浅丘恭子 役
- 超豪華年末ドラマスペシャル「ナンバーワン」（2001年、TBS） - 三宅よしえ 役
- マルサ!!東京国税局査察部（2003年、関西テレビ） - 主演・円谷加音子 役
- 単発スペシャル「生放送はとまらない!」（2003年、テレビ朝日） - 日向ヒカル 役 ※特別出演
- テレビ朝日開局45周年記念ドラマ「流転の王妃・最後の皇弟」（2003年、テレビ朝日） - 愛新覚羅顕子（川島芳子） 役
- それは、突然、嵐のように…（2004年、TBS） - 主演・小川こずえ 役
- テレビ朝日開局45周年記念スペシャルドラマ「弟」（2004年、テレビ朝日） - 水の江瀧子 役
- 土曜ドラマ「マチベン」（2006年、NHK総合） - 主演・天地涼子 役
- 積水ハウスドラマスペシャル「トリプル・キッチン」（2006年、TBS） - 主演・今泉桐子 役
- 地獄の沙汰もヨメ次第（2007年、TBS） - 主演・橘（森福）真琴 役
- グータンな女たち（2007年、フジテレビ） - 主演・山田マキ子 役
- ブルドクター（2011年、日本テレビ） - 主演・大達珠実 役
- スピンオフドラマ「アリス IN ライアーゲーム」（2012年、フジテレビ） - 主催者・Ω 役
- テレビ朝日開局55周年記念二夜連続ドラマスペシャル「オリンピックの身代金」（2013年、テレビ朝日） - 浜野敏子 役

### 映画
- 幻の光（1995年） - 主演・ゆみ子 役
- 恋は舞い降りた。（1997年） - 幸坂マチ子 役
- ピストルオペラ（2001年） - 主演・皆月美有樹 役
- 命（2002年） - 主演・柳美里 役
- 釣りバカ日誌15 ハマちゃんに明日はない!?（2004年） - 早川薫 役
- 蟲師（2007年） - ぬい 役
- LIAR GAME -再生-（2012年） - 主催者・Ω 役 ※特別出演

### 劇場アニメ
- 映画はなかっぱ 花さけ！パッカ〜ん♪蝶の国の大冒険（2013年） - 蝶の国の女王・ヘレナ 役

### 吹き替え
- ダイナソー（2000年） - ニーラ 役
- ボルト（2009年） - ミトンズ 役
- 1911（2011年） - 徐宗漢 役

### ラジオドラマ
- パリの恋人（2002年8月19日 - 8月23日、TOKYO FM、竹野内豊と共演）

### バラエティ
- 江角マキコの恋愛の科学（フジテレビ・1998年10月15日 - 1999年3月25日）※司会
  - 江角マキコの恋愛の科学 復活スペシャル 〜A.D.2000セックス研究報告〜（フジテレビ・2000年1月4日）
  - 江角マキコの恋愛の科学 スペシャル〜20世紀最終研究報告!（フジテレビ・2000年12月28日）
- 江角マキコ 遥かなる氷河と太古の森とアラスカそしてカナダクイーンシャーロット島への旅（フジテレビ・2003年1月13日）
- グータンヌーボ（関西テレビ・2006年4月12日 - 2009年10月7日・2010年2月17日 - 2012年3月21日）※司会
- 未知の世界を撮りたい 驚き(秘)映像ハンター!ドリームビジョン  （日本テレビ・2007年4月17日 - 2007年9月18日）※レギュラー
  - 未知の世界を撮りたい 驚き(秘)映像ハンター!ドリームビジョン年末スペシャル（日本テレビ・2007年12月20日）
- 笑顔がごちそう ウチゴハン（テレビ朝日・2007年4月8日 - 2013年3月24日）※司会・アシスタント
- 1ページの輝き〜素顔のトップモデル〜（テレビ朝日・2008年12月8日）※ナレーション
- ぐるぐるナインティナイン『グルメチキンレース・ゴチになります!』（日本テレビ・2009年1月9日 - 2015年12月24日）※レギュラー
- 熱血教師スペシャル第1夜「居場所をください 〜愛と涙の密着1000日〜」（フジテレビ・2010年3月12日）※スタジオ出演・インタビュアー
- 私の何がイケないの? （TBS・2011年 - 2012年、単発番組・不定期放送）※司会
  - スパニチ!! 私の何がイケないの?（TBS・2011年5月4日）
  - 私の何がイケないの? 全国1万人アンケート緊急調査！結婚できない女性の生態ワースト20を大発表！！（TBS・2012年1月12日）
  - 私の何がイケないの? 全国1万人緊急調査!誰にも言えない女性の悩み　ワースト20大発表（TBS・2012年3月22日）
  - 私の何がイケないの? 病み女ワースト10専門家1000人緊急調査SP！（TBS・2012年7月3日）
- 日本一の頭脳王!大決定戦!!知力No.1は誰だ!?（日本テレビ・2011年12月30日）※司会
- 火曜曲!（TBS・2012年4月24日 - 2013年9月3日）※司会
- 私の何がイケないの?（TBS・2012年10月8日 - 2016年3月14日）※司会
- 日本No.1の頭脳王！大決定戦!!2013（日本テレビ・2013年12月13日）※司会
- バイキング（フジテレビ・2014年4月1日 - 2015年12月22日[26]）※火曜レギュラー
- 超問クイズ! 真実か?ウソか?（日本テレビ・2014年 - 、単発番組・不定期放送）※司会
  - 超問クイズ!真実か?ウソか?（日本テレビ・2014年4月30日）
  - 超問クイズ!真実か?ウソか?（日本テレビ・2015年1月6日）
- 最強の頭脳 日本一決定戦! 頭脳王（日本テレビ・2014年12月5日） ※司会
- 坂上忍のホンネJAPANが行く!!香港＆マカオ（フジテレビ・2015年6月16日） ※司会

### 歌番組
- 第47回NHK紅白歌合戦（NHK総合・ラジオ第1、1996年12月31日） ※審査員
- 第40回日本レコード大賞（TBSテレビ・ラジオ、1998年12月31日） ※司会

### ドキュメンタリー
- 24時間テレビ 「愛は地球を救う」（日本テレビ・1996年8月24日 - 同年8月25日） ※メインパーソナリティー

### CM
- JT「セブンスター・ボックス」
- 丸井ギフト（1990年、卒業1作のみ）
- 資生堂
  - 「エルセリエ」（1991年）
  - 「セレイド」（1993年）
  - 「ANESSA」（1995年）
  - 「オプチューン」（1995年 - 1998年）
  - 「プラウディア」（1999年 - 2000年）
  - 「化粧惑星」（2002年）
- JR東日本「SKI SKI」（1995年 - 1997年）
- 大塚製薬「ファイブミニ」（1996年 - 2000年）
- ヤマハ発動機「PAS」（1996年 - 1997年）
- 森永製菓
  - 「アッセ」（1996年 - 1997年）
  - 「フェス」（1996年 - 2000年）
  - 「ポテロング」（1999年）
  - 「オーガニックシリアル」（2001年）
  - 「カレ・ド・ショコラ」（2002年）
- 日産自動車「ウイングロード」（1996年 - 1998年）※ナインティナインと共演
- キヤノン「IXY」（1996年 - 2000年）
- サッポロビール「サッポロ生ビール・スーパースター」（1997年 - 1999年）
- シチズン「XC」（1999年）
- トヨタ自動車「ハイラックスサーフ」（2000年）
- 東洋水産「ホットヌードル」（2000年 - 2001年）
- アデコ（2000年 - 2001年）
- アツギ コンフォート（2001年 - 2002年）
- NTTコミュニケーションズ「マイライン」（2001年）
- 日立製作所
  - 「日立冷蔵庫」（2002年 - 2003年）
  - 「PAMエアコン白くまくん」（2002年 - 2003年）
- ライオン
  - 「バファリンプラス」（2002年 - 2004年）
  - 「植物物語シャンプー」（2003年 - 2004年）
- 社会保険庁「国民年金は確実にもらえます」（2003年 - 2004年）※のちに江角自身の未納問題が発覚し、降板となる。
- コーセー
  - 「ホワイトクオリティ エッセンス」（2005年）
  - 「グランデーヌ」（2005年 - 2006年）
- ホーユー「CIELO」（2006年 - 2007年）
- 三菱グループ
  - 三菱自動車工業「eKワゴン」（2006年 - 2008年）
  - 明治安田生命 [注 2]
    - 「MYライフプランアドバイザー物語」シリーズ（2008年 - 2010年）
    - 「MYライフプランアドバイザー物語」シリーズ 新作（2011年 - 2013年）
- エスエス製薬「ハイチオールC（&ハイチオールC プルミエール）」（2007年 - 2009年）
- ピザハット「ベルサイユのピザ」（2008年）
- 味の素 Cook Do「クックドゥ」（2009年 - 2010年）
- 花王
  - 「メリット」（2010年 - 2014年）
  - 「ソフィーナ オーブ クチュール」（2010年 - 2014年）※ 菅野美穂と共演バージョンあり
  - 「ヘルシア緑茶 すっきり」（2011年 - 2012年[注 3]）
  - 「ソフィーナ ボーテ」（2011年 - 2014年）
  - アタックNeo （2012年 - 2014年）
  - 「ソフィーナ ホワイトプロフェッショナル」（2013年 - 2014年）
- 三洋電機 ライスブレッドクッカー「GOPAN」（2010年 - 2011年）
- ウォルト・ディズニー・スタジオ・ジャパン「塔の上のラプンツェル」（2011年）
- セブン&アイ・ホールディングス「セブンプレミアム」（2012年 - 2013年）
- 明治「明治スポーツミルク」（2013年 - 2014年）
- 東京ワンダフルプロジェクト「ベイズ タワー&ガーデン」（2014年 - 2015年）

### その他
- ΣΧΘΛΗ（1994年 - 1995年） ※カタログ起用（観月ありさがブランド立ち上げ当時からメインモデルであったため）
- next eye（ネクスト・アイ）イメージモデル（1998年） ※ポスター、カタログに起用
- チャイルド・ファンド・ジャパン（2008年）

## ディスコグラフィ

### シングル
- 2000年4月26日『ONE WAY DRIVE』
  - 布袋寅泰プロデュース。表題曲は作詞が江角、作曲が布袋。カップリング曲「白い百合」は作詞・作曲ともに布袋。ジャケット写真では江角が布袋モデルのギター「BLACKFIRE」を抱えている。
  - 布袋はギター他楽器でも参加。コーラスにJILL（PERSONZ）、JET SETS、狩野環（ガラパゴス）が名を連ねる。

### 参加オムニバスCD
- 2002年12月18日『鏡・花・水・月』

## 写真集
- ESUMI（1996年10月）撮影：藤井保
- E-MODE（1999年11月）撮影：野波浩

## 著書
- 『燃えるゴミ』（1997年12月）角川書店 のち文庫
- 『江角博士の恋愛の科学 研究レポート』（1999年）フジテレビ「江角マキコの恋愛の科学」編 ワニブックス
- 絵本『ハートがピカピカ』（2005年8月）真鍋太郎絵 フジテレビ出版
- 『もう、迷わない生活』（2006年3月）集英社 のち文庫